# Toxoplasma gondii
Toxoplasma gondii is een soort in de taxonomische indeling van de Myzozoa, een stam van eencellige eukaryote organismen. Het organisme komt uit het geslacht Toxoplasma en behoort tot de familie Sarcocystidae. Toxoplasma gondii werd in 1908 ontdekt door Charles Nicolle & Louis Manceaux tijdens een onderzoek naar Leishmania in een Noord Afrikaans knaagdier, de goendi. Dezelfde parasiet werd ook ontdekt door Alfonso Splendore bij konijnen. Deze parasiet veroorzaakt de ziekte toxoplasmose, die bij de mens na een besmetting in sommige gevallen op zeer korte termijn (2 dagen) middels schade aan organen als de lever en de nieren een dodelijk verloop kan hebben, indien niet tijdig een juiste diagnose wordt gesteld en de besmetting middels antibiotica wordt bestreden.

## Bij de mens
Toxoplasma gondii is bij mensen een van de meest voorkomend parasieten in de ontwikkelde landen; serologische studies schatten dat 30–50% van de wereldbevolking blootgesteld is aan en besmet met Toxoplasma gondii, ofschoon de besmettingsgraad duidelijk per land verschilt. Gewoonlijk treden bij besmetting alleen maar gedurende de eerste paar weken  milde, griepachtige verschijnselen op. Deze besmetting wordt de latente periode genoemd en is onlangs in verband gebracht met tal van subtiele negatieve of pathologische gedragsveranderingen bij mensen. Bij kinderen, hiv/aids-patienten en anderen met een verzwakte immuniteit kan besmetting serieuze gevolgen en soms een dodelijk afloop hebben.

## De seksuele ontwikkelingscyclus van de parasiet

Levenscyclus

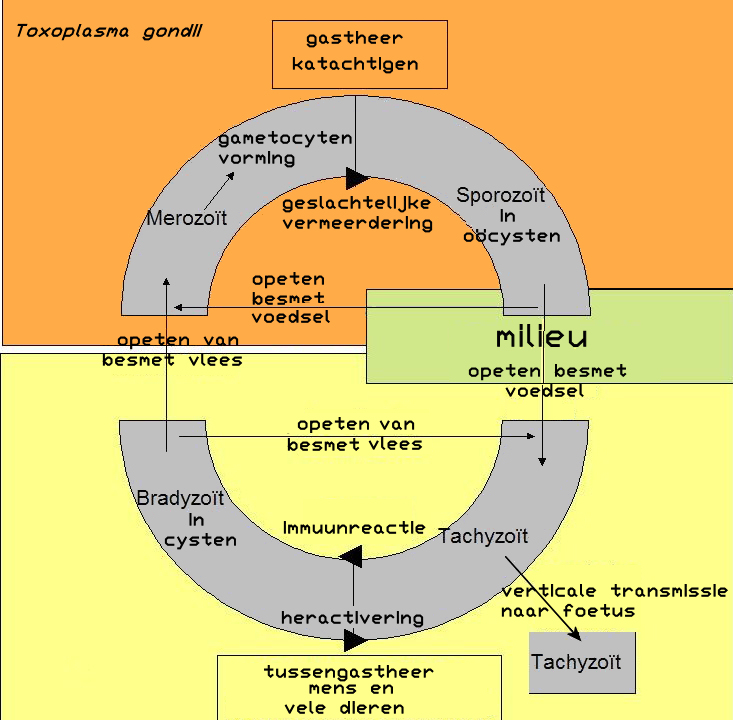
Levenscyclus

Deze vindt uitsluitend plaats in de kat of katachtige (= eindgastheer). De kat wordt besmet door het inslikken van infectieuze oöcysten of weefselcysten van prooidieren. Een oöcyst bestaat uit twee sporocysten met elk vier sporozoïten. Uit zowel sporozoïten als bradyzoïeten kunnen via schizogonie merozoïten ontstaan. Het merozoietstadium is het enige stadium dat in staat is tot seksuele reproductie. Hieruit ontstaan de gametocyten, de micro- en macrogameten. In de epitheelcellen van de dunne darm ontstaan uit de gametocyten weer oöcysten, die via de kattenfeces in het milieu terechtkomen. De kat is de eindgastheer en produceert gedurende hooguit 2 weken oöcysten. De oöcysten zijn pas infectieus na een rijpingsfase (sporulatie); deze duurt in een gematigd klimaat zoals in Nederland zo'n 2 tot 3 dagen. De oöcysten zijn erg resistent en kunnen meer dan een jaar infectieus blijven onder warme en vochtige omstandigheden. Infecties bij katachtigen zijn meestal symptoomloos, hoewel ook symptomatische infecties zijn beschreven.

## De aseksuele ontwikkelingscyclus van de parasiet
Deze kan in elk type cel van de tussengastheer plaatsvinden (de mens, maar ook een grote variëteit aan dieren), behalve in de rode bloedcellen. Het actieve stadium van de parasiet is de tachyzoïet. Deze komt na het inslikken vrij uit de oöcyste of uit de weefselcyste, dringt de gastheercel binnen en deelt intracellulair. Het delingsproces gaat door tot de gastheercel barst. De vrijgekomen tachyzoïeten dringen direct weer nieuwe cellen binnen en beginnen opnieuw met delen. Door een nog niet geheel begrepen mechanisme ontstaat na enige tijd een omslag in dit proces en ontstaan weefselcysten. Deze bevatten bradyzoïeten, dat wil zeggen een veel trager stadium van de parasiet met een zeer laag stofwisselingsniveau en slechts weinig deling. De bradyzoïet bevindt zich in de intracellulaire weefselcyst met een diameter van ongeveer 100 μm en bevat enkele duizenden parasieten. De weefselcysten variëren in grootte (tot 200 μm) en bevatten wisselende aantallen parasieten, variërend van enkele tot 3000 bradyzoïeten.
Bij de mens vindt alleen de aseksuele cyclus plaats. 1 tot 2 weken na infectie komt de vorming van weefselcysten (met daarin bradyzoïeten) tot stand. De cysten kunnen zich in elk weefsel bevinden en handhaven, maar de organen die het meest worden aangedaan zijn hersenen, netvlies (ogen), spierweefsel en de hartspier. Deze weefselcysten zijn vrijwel rond en veroorzaken geen ontstekingsreactie in de omliggende weefsels. Het aantal en de lokalisatie van de weefselcysten kan variëren, evenals de schade die ze teweeg kunnen brengen.

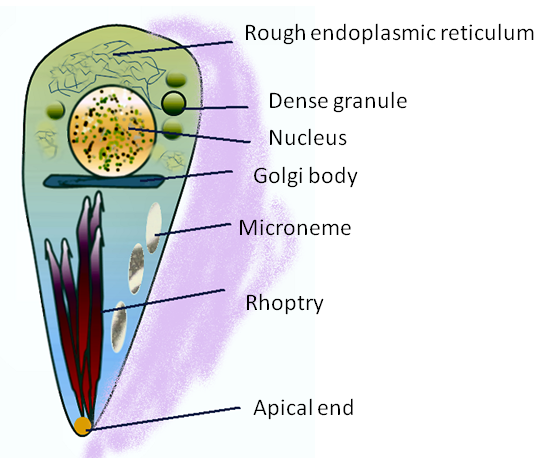
Diagram
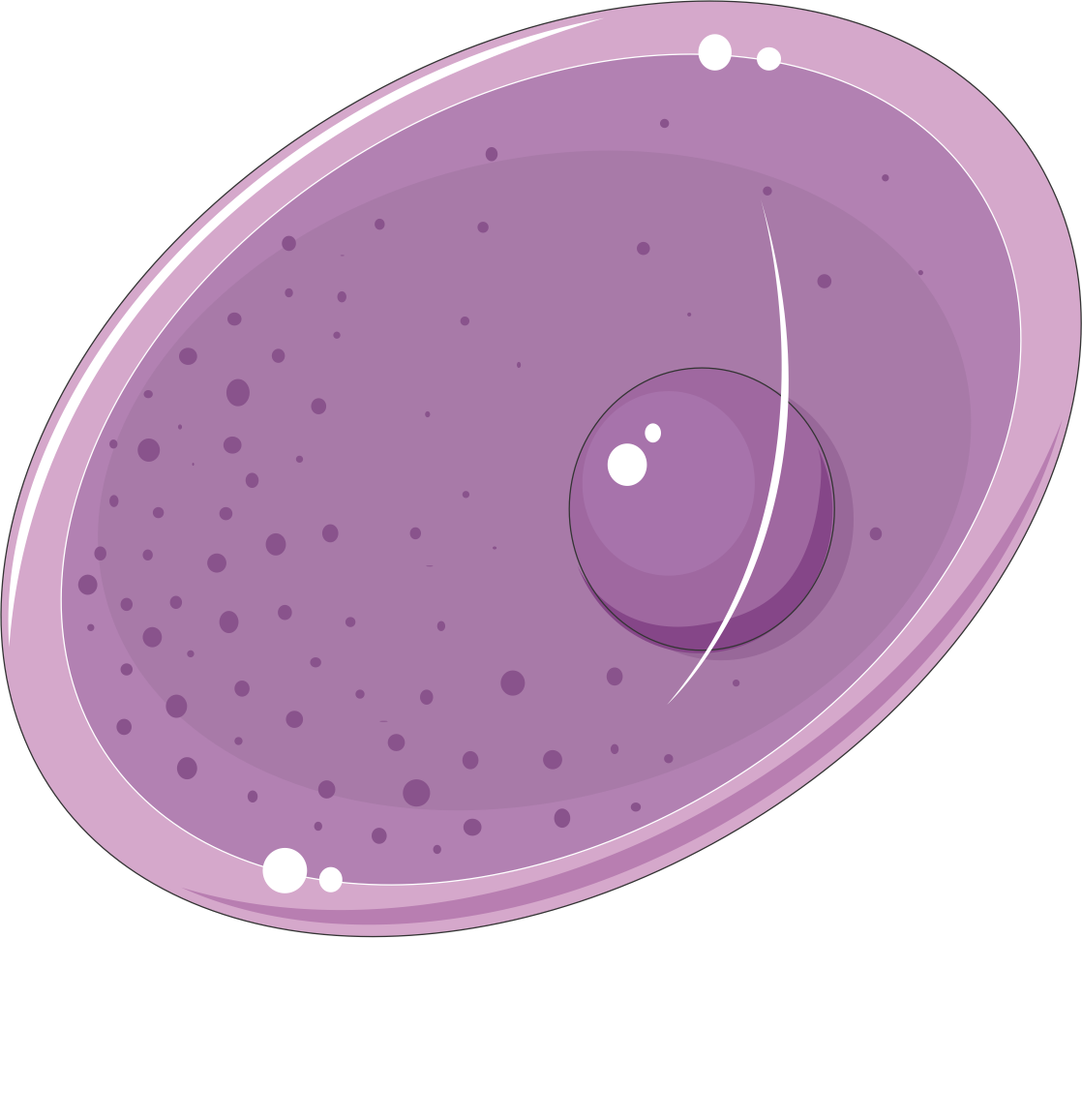
Oöcyst
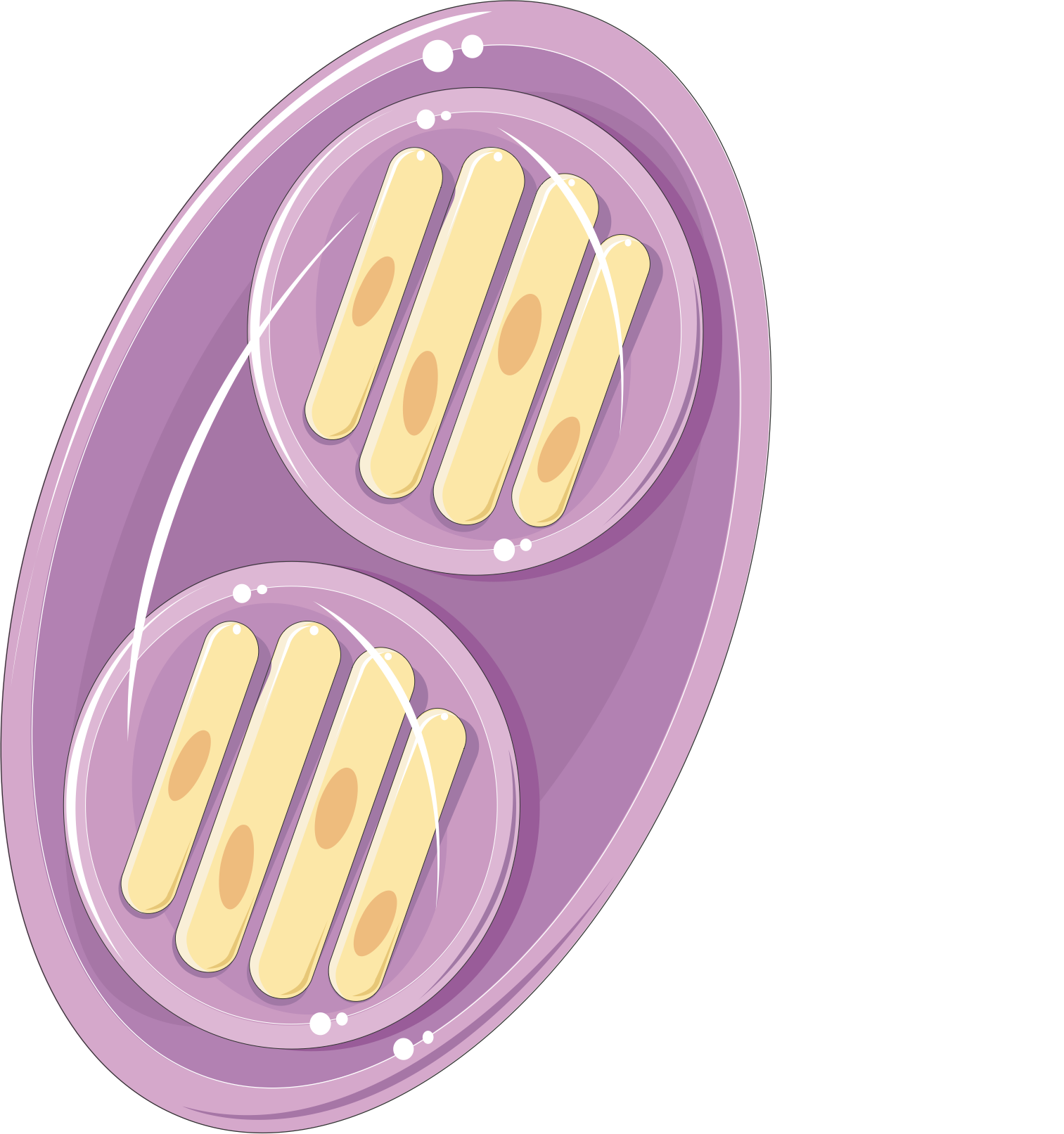
Oöcyst met sporozoïten
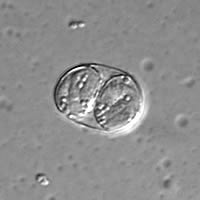
Oöcyst met sporozoïten
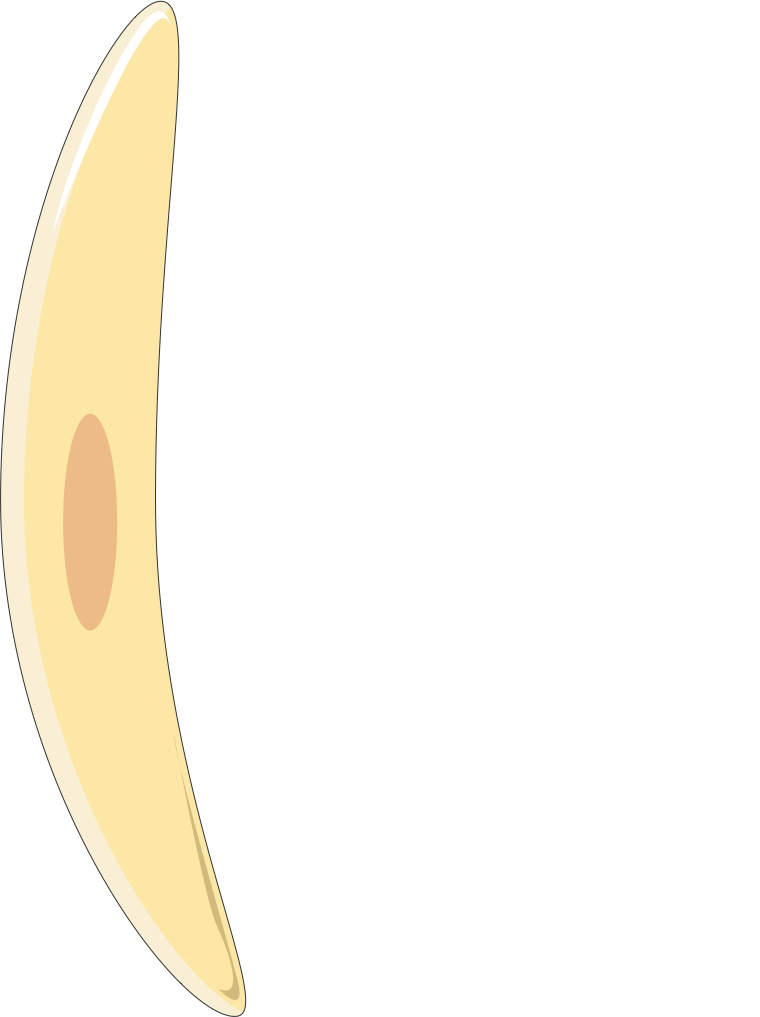
Merozoït
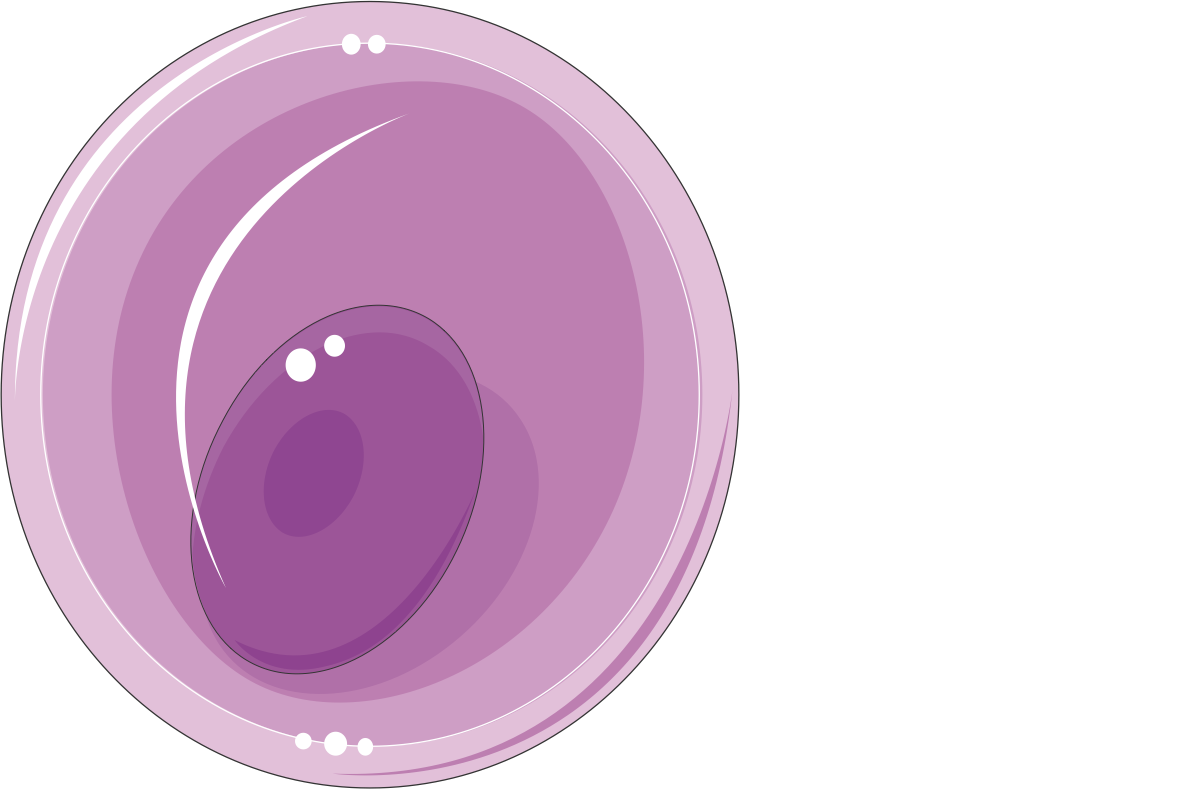
Gametocyt
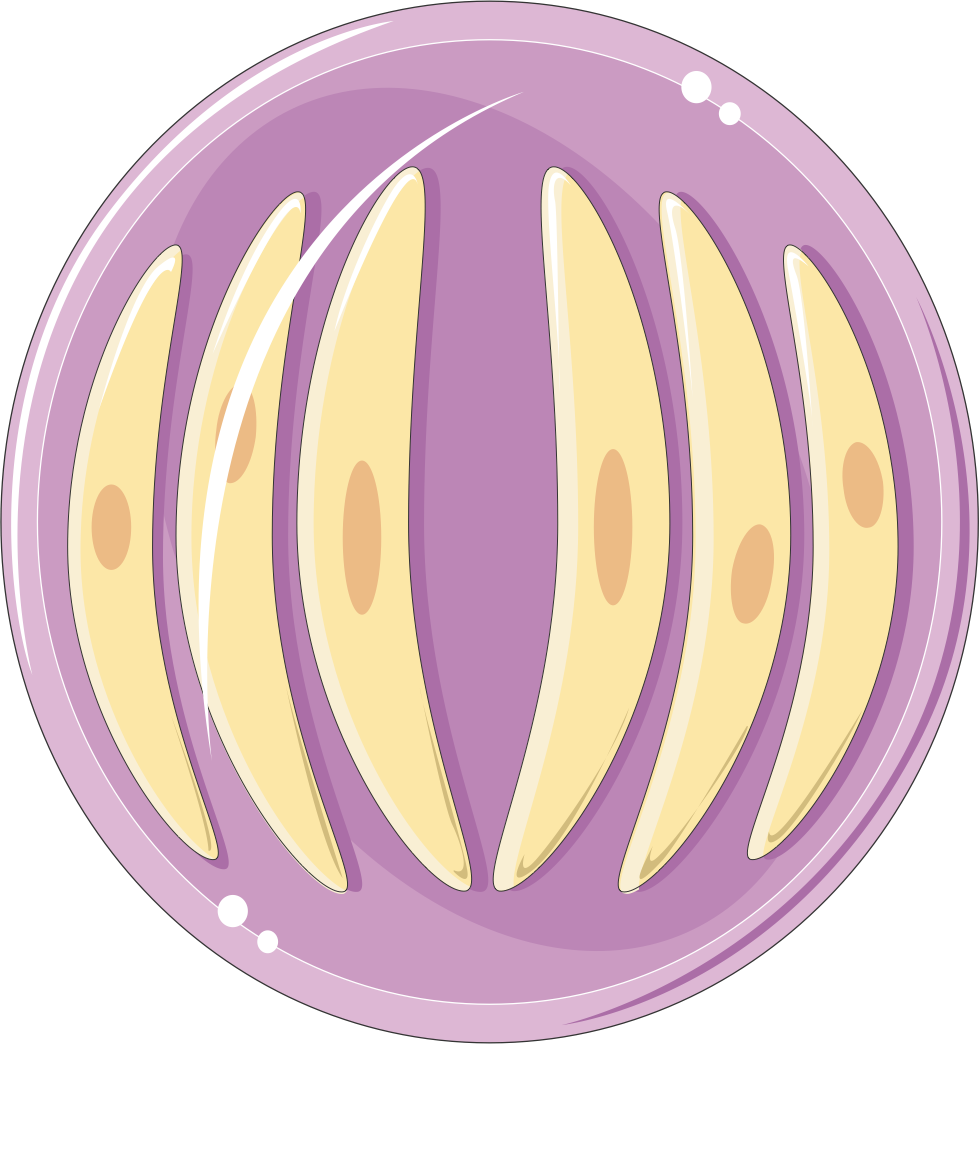
Sporocyst
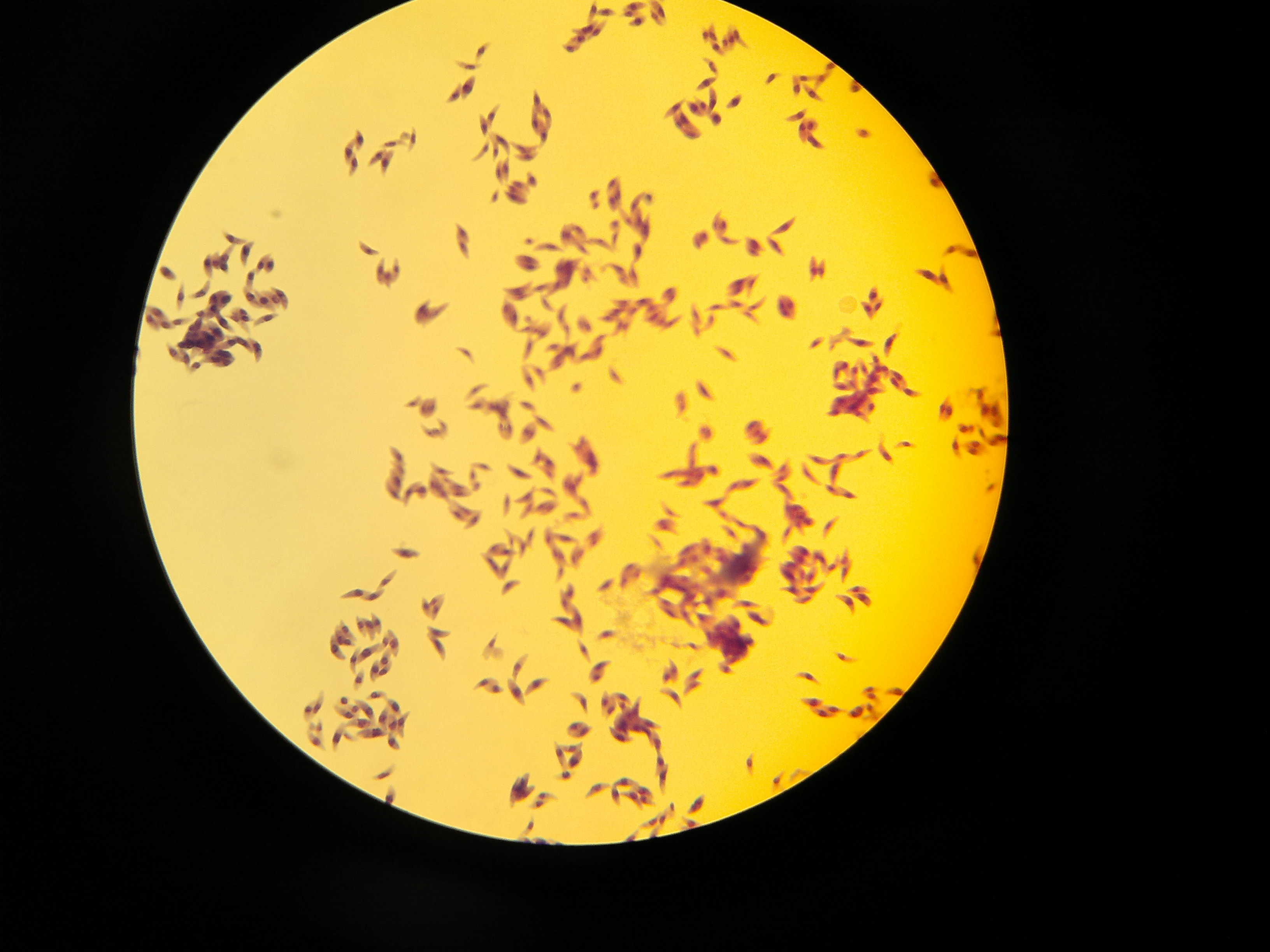
Tachyzoïten
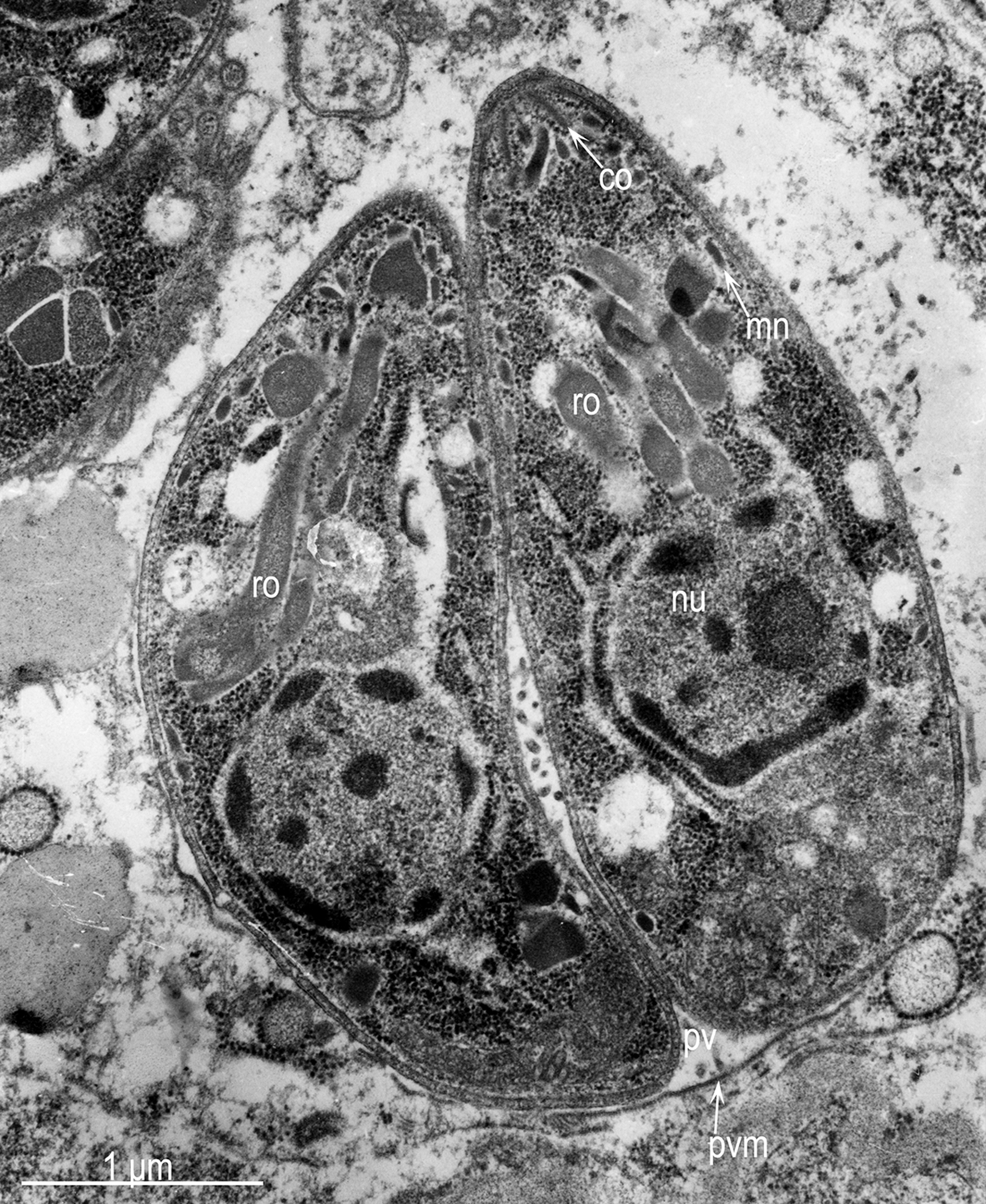
Twee tachyzoïten omgeven door een membraan
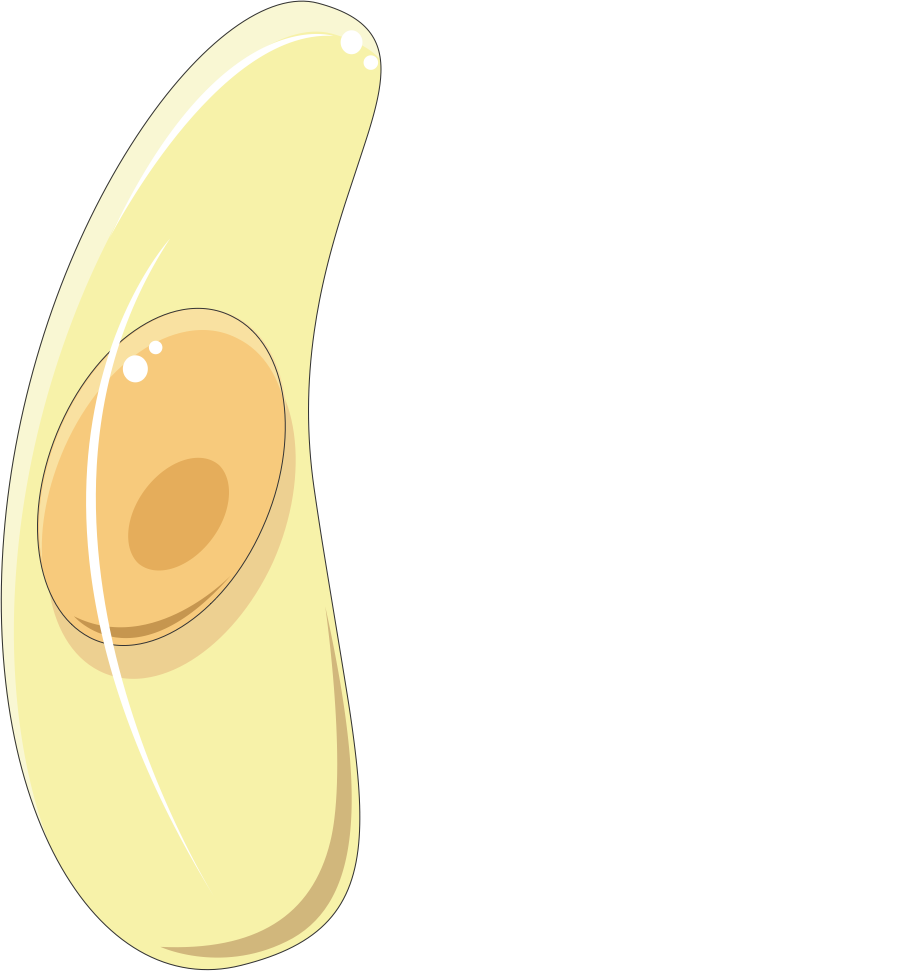
Bradyzoït

## Genoom
Het genoom is 60-80 Mbp groot en bestaat uit 11-14 chromosomen. Er zijn 7800-10.000 voor eiwit coderende genen.De database, ToxoDB, geeft genomische informatie over Toxoplasma.